# La Loi du plus fort (film, 1936)
Pour les articles homonymes, voir La Loi du plus fort.
Cet article possède des paronymes, voir Riff-Raff et Riff Raff.
Pour plus de détails, voir Fiche technique et Distribution.

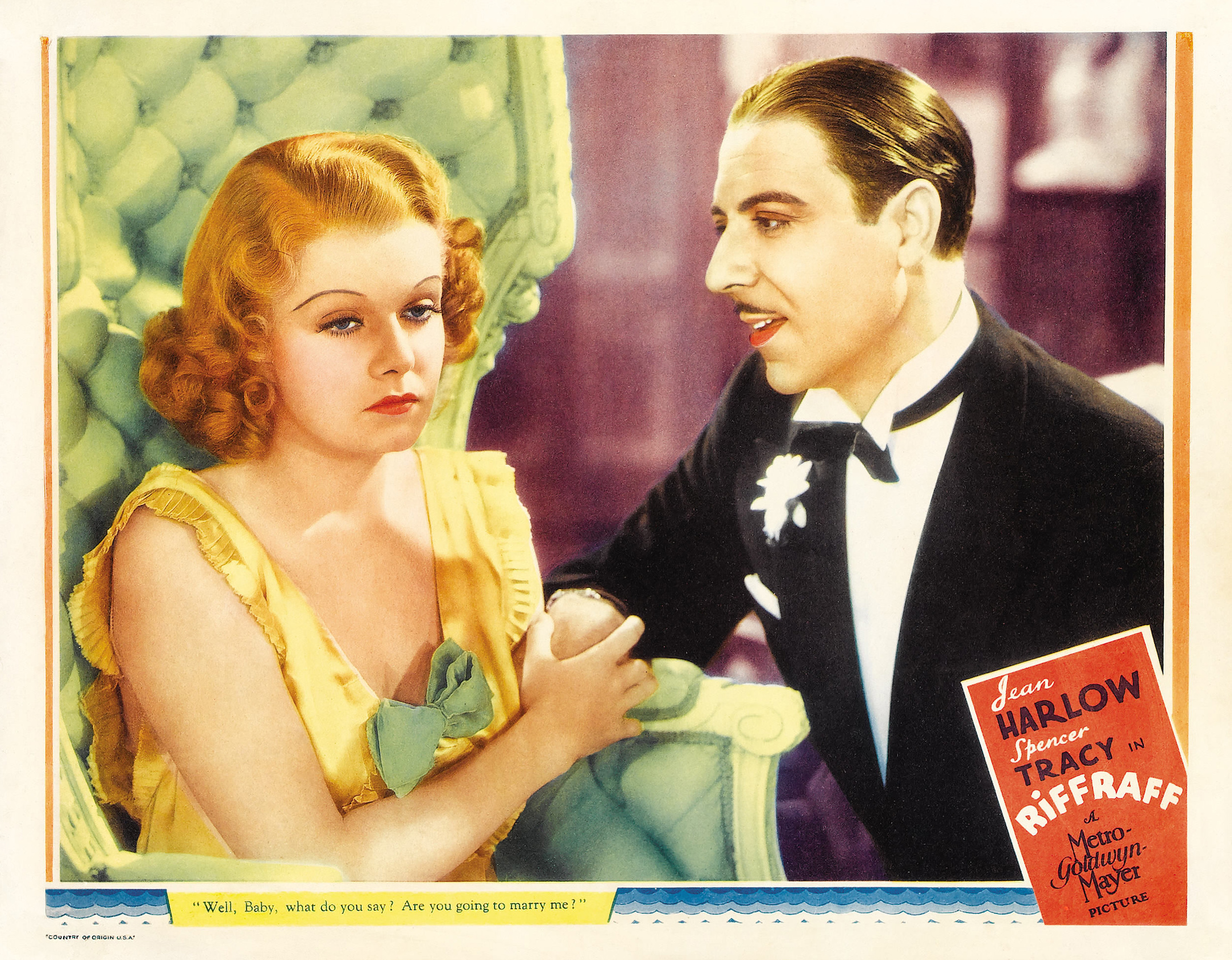
Jean Harlow et Joseph Calleia

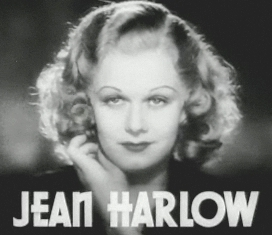
Jean Harlow

La Loi du plus fort (Riffraff) est un film américain en noir et blanc réalisé par J. Walter Ruben, sorti en 1936.

## Synopsis
Dutch, un pêcheur rude et coriace, mène une grève avec ses collègues contre les propriétaires d'une conserverie de thon.

## Fiche technique
- Titre : La Loi du plus fort
- Titre original : Riffraff
- Réalisation : J. Walter Ruben
- Scénario : Frances Marion, H.W. Hanemann et Anita Loos, d'après une histoire de Frances Marion
- Dialogues : George S. Kaufman et John Lee Mahin (non crédités)
- Production : David Lewis (en) (producteur associé) et Irving Thalberg (producteur exécutif)
- Société de production : Metro-Goldwyn-Mayer
- Photographie : Ray June
- Montage : Frank Sullivan
- Musique : Edward Ward
- Direction artistique : Cedric Gibbons
- Costumes : Dolly Tree
- Pays de production :  États-Unis
- Langue originale : anglais américain
- Format : noir et blanc — son : mono (Western Electric Sound System)
- Genre : Drame
- Durée : 94 min
- Date de sortie :
  - États-Unis :3 janvier 1936

## Distribution
- Jean Harlow : Hattie
- Spencer Tracy : Dutch
- Una Merkel : Lil
- Joseph Calleia : Nick
- Victor Kilian : 'Flytrap'
- Mickey Rooney : Jimmy
- J. Farrell MacDonald : 'Brains'
- Roger Imhof : 'Pops'
- Juanita Quigley : Rosie
- Paul Hurst : Belcher
- Vince Barnett : Lew
- Dorothy Appleby : Gertie
- Judith Wood : Mabel
- Arthur Housman : Ratsy
- Wade Boteler : Bert
- Joe Phillips : Al
- Helen Flint : Sadie
- Rafaela Ottiano : la directrice
- John George (non crédité) : un pêcheur